# Коччаретто, Элизабетта
Элизабетта Коччаретто (итал. Elisabetta Cocciaretto; род. 25 января 2001, Анкона) — итальянская теннисистка. Победительница одного турнира WTA в одиночном разряде; победительница (2024) и финалистка (2023) Кубка Билли Джин Кинг в составе сборной Италии.

## Спортивная карьера
Коччаретто начала заниматься теннисом в возрасте пяти лет.
В 2018 году она участвовала во всех юниорских соревнованиях турниров Большого шлема. Она смогла выйти в полуфинал юниорского Открытого чемпионата Австралии, в котором проиграла победительнице турнира Лян Эньшуо со счётом 6-4, 3-6, 6-7. Также участвовала во всех трёх теннисных дисциплинах летних юношеских Олимпийских игр 2018 года.
В 2019 году она получила уайлд-кард на турнир в Риме (первый в рамках WTA-тура), где в первом раунде проиграла Аманде Анисимовой со счётом 3-6, 3-6. К концу 2019 года выиграла четыре турнира из цикла ITF в одиночном разряде и один в парном разряде.
На Кубке Федерации 2018 года она впервые сыграла за сборную Италии.
В августе 2020 года Коччиаретто в парном разряде турнира в Палермо, вместе с Мартиной Тревизан дошла до финала, в котором они уступили паре Аранча Рус и Тамара Зиданшек (5-7, 5-7).
В 2022 году на Уимблдонском турнире Элизабетта впервые в карьере одержала победу на турнирах Большого шлема. В первом круге она обыграла свою соотечественницу Мартину Тревизан и пробилась во второй круг, в котором уступила румынке Ирине-Камелии Бегу (4-6, 4-6).
В начале 2023 года итальянская спортсменка вышла в финал турнира в Хобарте, где уступила Лорен Дэвис из США. Была заявлена в основную сетку Открытого чемпионата Австралии, где уступила в первом раунде финалистке турнира Елене Рыбакиной.

## Итоговое место в рейтинге WTA по годам
| Год  | Одиночный рейтинг | Парный рейтинг |
| 2024 | 54                | 132            |
| 2023 | 52                | 508            |
| 2022 | 65                | 397            |
| 2021 | 156               | 660            |
| 2020 | 134               | 257            |
| 2019 | 215               | 437            |
| 2018 | 750               | 821            |
| 2017 | 972               | —              |

## Выступления на турнирах

### Финалы турнировWTAв одиночном разряде (2)

#### Победы (1)
| Легенда:                                   |
| ------------------------------------------ |
| Турниры Большого шлема (0)*                |
| Олимпиада (0)                              |
| Итоговый турнир WTA (0)                    |
| Premier Mandatory / WTA 1000 Mandatory (0) |
| Premier 5 / WTA 1000 (0)                   |
| Premier / WTA 500 (0)                      |
| International / WTA 250 (1)                |

| Титулы по покрытиям | Титулы по месту проведения матчей турнира |
| ------------------- | ----------------------------------------- |
| Хард (0)*           | Зал (0)                                   |
| Грунт (1)           | Зал (0)                                   |
| Трава (0)           | Открытый воздух (1)                       |
| Ковёр (0)           | Открытый воздух (1)                       |

* количество побед в одиночном разряде.
| №  | Год          | Турнир             | Покрытие | Соперницы в финале | Счёт        |
| 1. | 30 июля 2023 | Лозанна, Швейцария | Грунт    | Клара Бюрель       | 7-5 4-6 6-4 |

#### Поражения (1)
| №  | Год            | Турнир            | Покрытие | Соперницы в финале | Счёт       |
| 1. | 14 января 2023 | Хобарт, Австралия | Хард     | Лорен Дэвис        | 6-7(0) 2-6 |

### Финалы турнировWTAв парном разряде (1)

#### Поражение (1)
| №  | Год            | Турнир          | Покрытие | Партнёр          | Соперницы в финале         | Счёт    |
| 1. | 9 августа 2020 | Палермо, Италия | Грунт    | Мартина Тревизан | Тамара Зиданшек Аранча Рус | 5-7 5-7 |

### Финалы командных турниров (2)

#### Победа (1)
| №  | Год  | Турнир                | Место проведения | Покрытие   | Команда                                                                | Соперницы в финале                                                          | Счёт |
| -- | ---- | --------------------- | ---------------- | ---------- | ---------------------------------------------------------------------- | --------------------------------------------------------------------------- | ---- |
| 1. | 2024 | Кубок Билли Джин Кинг | Малага, Испания  | Хард (зал) | Италия Л. Бронцетти, Э. Коччаретто, Ж. Паолини, М. Тревизан, С. Эррани | Словакия В.Грунчакова, Т. Михаликова, А. Шмидлова, Р. Шрамкова, Р. Ямрихова | 2-0  |

#### Поражение (1)
| №  | Год  | Турнир                | Место проведения | Покрытие   | Команда                                                                   | Соперницы в финале                                                  | Счёт |
| -- | ---- | --------------------- | ---------------- | ---------- | ------------------------------------------------------------------------- | ------------------------------------------------------------------- | ---- |
| 1. | 2023 | Кубок Билли Джин Кинг | Севилья, Испания | Хард (зал) | Италия Л. Бронцетти, Э. Коччаретто, Ж. Паолини, Л. Стефанини, М. Тревизан | Канада Э. Бушар, Г. Дабровски, Р. Марино, М. Стакушич, Л. Фернандес | 0-2  |